# Enopla
Enopla é uma classe de vermes cilíndricos do filo Nemertea caracterizada por indivíduos possuidores de probóscide com ponta calcária e localizada em posição anterior ao cérebro.
Todos os integrantes conhecidos desta classe são carnívoros e em maioria ativos cassadores predando usualmente anelídeos, artrópodes e (mais raramente) moluscos. Algumas espécies são terrestres, vivendo no solo úmido de florestas tropicais ou levemente temperadas sob folhas e troncos caídos ou prevenindo a desidratação com grande produção de muco, mas também ha espécies aquáticas que vivem em leitos arenosos, lamacentos ou rochosos de lagos, rios e mares. Quanto a extensão, existem indivíduos de variados comprimentos, indo de alguns milímetros a vários metros (os de maior porte são encontrados nos mares e oceanos).
Características como organização corporal e de sistemas, e reprodução são partilhadas com a anopla (a outra classe dos nemertinos).   